# Lăceni (okręg Teleorman)
Lăceni – wieś w Rumunii, w okręgu Teleorman, w gminie Orbeasca. W 2011 roku liczyła 2413 mieszkańców.